# Jules Thiriar
Pour les articles homonymes, voir Thiriar.
Pour l’article ayant un titre homophone, voir Thiriart.
Jules Adrien Thiriar né à Saint-Vaast le 24 mars 1846 et mort à Uccle le 29 juin 1913 est un chirurgien et sénateur belge.

## Éléments biographiques
Jules Thiriar était le médecin personnel du roi des Belges, Léopold II. Au décès de ce dernier, en 1908, c'est lui qui fut chargé de l'administration du domaine de la Villa Leopolda à Villefranche-sur-Mer sur la Côte d'Azur jusqu'en 1911.

## Œuvres didactiques
Liste non exhaustive :
- De la pleurésie purulente chez les enfants, Bruxelles, H. Manceaux, 1877, 87 p., in-8° (OCLC 254493014) Mémoire de 1876 couronné par le Prix Seutin de la Société royale des sciences médicales et naturelles de Bruxelles.
- Entretiens chirurgicaux faits à l'hôpital Saint-Jean pendant les années 1886 à 1890, H. Manceaux, 1891, 229 p. (OCLC 14798721)

## Mémoire

### Dans les noms de lieux
- À Laeken (avec une courte partie sur Jette), l'avenue Thiriar ;
- une des avenues internes du centre hospitalier universitaire Brugmann porte son nom.
- une rue porte son nom à Saint-Vaast[Lequel ?]

### Dans l'art
- Peinture à l'huile de James Ensor intitulée Les mauvais médecins, 1895, musée Groeninge[2].
- Différentes versions d'un buste de Jules Thiriar par Auguste Rodin[3].